# 白河小峰城
白河小峰城（是日本福島縣白河市的平山城。別稱白河城與小峰城。日本100名城之一。